# USS Barnes (CVE-20)
USS Barnes (CVE-20) – lotniskowiec eskortowy typu Bogue. Służył w US Navy w okresie II wojny światowej. Odznaczony trzema battle star za służbę w czasie II wojny światowej.
Pierwotnie klasyfikowany jako AVG-20, następnie przeklasyfikowany na ACV-20 20 sierpnia 1942 roku, na CVE-20 15 lipca 1943 roku i CVHE-20 12 czerwca 1955 roku.
Stępkę jednostki położono na podstawie kontraktu Maritime Commission. Przekazano jednostkę US Navy 1 maja 1942 roku. Zwodowano go 22 maja 1942 roku w stoczni Seattle-Tacoma Shipbuilding. Wszedł do służby 20 lutego 1943 roku.
Głównym zadaniem okrętu w czasie II wojny światowej było transportowanie samolotów i personelu amerykańskiego na Pacyfiku. Dodatkowo pełnił rolę okrętu szkoleniowego dla pilotów.
W okresie 20 listopada – 5 grudnia 1943 roku jego samoloty atakowały Tarawę.
Wycofany ze służby i przesunięty do rezerwy 29 sierpnia 1946 roku. Skreślony z listy jednostek floty 1 marca 1959 roku.